# Piz Denter
Il Piz Denter (2.956 m s.l.m.) è una montagna delle Alpi Lepontine. Si trova sul confine tra il Canton Ticino ed il Canton Grigioni in Svizzera.

## Caratteristiche
La montagna è collocata a sud-ovest del Piz Blas e da questo è separata dalla "Bocchetta del Blas". Il lato nord sovrasta il Lago Curnera e il Lago Nalps, entrambi nel Canton Grigioni, mentre il lato Sud si erge sopra la "Val Cadlimo".